# Гихено, Джон
Джон Гихено (англ. John Giheno; 1949, Хенганофи, Территория Папуа — Новая Гвинея — 20 марта 2017, Порт-Морсби, Папуа — Новая Гвинея) — государственный деятель Папуа — Новой Гвинеи. Исполняющий обязанности премьер-министра Папуа — Новой Гвинеи в марте-июне 1997 года после отставки Джулиуса Чэня.

## Биография
Неоднократно входил в состав правительства Папуа — Новой Гвинеи:
- 1984—1985 гг. — министр иностранных дел,
- 1989—1992 гг. — министр торговли и промышленности,
- 1994—1997 гг. — министр горнодобывающей и нефтяной промышленности.

В 1997 году правительство Джулиуса Чэня заключило многомиллионный контракт с наёмной организацией Sandline International, которая должна была вести военные действия против сепаратистских партизан на острове Бугенвиль. Это вызвало общественные протесты, а также десятидневный мятеж национальной армии, которая не получала жалование. 25 марта 1997 года во время судебного разбирательства, начавшегося 21 марта и приведшего к уходу из правительства пяти министров, парламент отклонил ходатайство об отставке Чэня. Однако на следующий день, он и ещё двое министров приняли решение уйти с постов, в результате, и. о. премьер-министра до всеобщих выборов был назначен Джон Гихено.
Исполнял обязанности премьер-министра до момента проведения новых парламентских выборов. По их результатам в июне 1997 года шестнадцать министров правительства Чэня, в том числе и Джон Гихено, потеряли свои места в парламенте.